# 王應吉 (萬曆進士)
王應吉（？—？），字禦谿（宗谿），浙江紹興府山陰縣籍，嵊縣人，明朝政治人物。

## 生平
萬曆七年（1579年）己卯科顺天府鄉試舉人。萬曆二十年（1592年），登壬辰科第三甲第二百四十名進士，吏部觀政，二十二年授中书舍人，二十九年仕至兵部員外。三十三年降河南按察司知事，卒。

## 家族
曾祖王理，知縣贈御史；祖父王經，庚辰進士，官貴州按察司副使；父王畿，號龍溪，嘉靖壬辰進士，官南京兵部郎中。